# SN 2007ho
SN 2007ho – supernowa typu Ia odkryta 31 sierpnia 2007 roku w galaktyce A212250-2108. W momencie odkrycia miała maksymalną jasność 19,50m.